# Bartolin
Bartolin [pronunciación en polaco: /barˈtɔlin/] es un pueblo ubicado en el distrito administrativo de Gmina Stryków, dentro del Distrito de Zgierz, Voivodato de Łódź, en Polonia central. Se encuentra aproximadamente a 5 kilómetros al sur de Stryków, a 15 kilómetros al este de Zgierz, y a 15 kilómetros al noreste de la capital regional Łódź.
El pueblo tiene una población de 70 habitantes.